# مايك فيغيز
مايك فيغيز (بالإنجليزية: Mike Figgis)‏ (و. 1948 – م) هو ممثل، ومخرج سينمائي، وكاتب سيناريو، ومصور سينمائي، ومنتج أفلام، وملحن، وكاتب من المملكة المتحدة. ولد في كارلايل، كمبريا.

## جوائز وترشيحات
حصل على جوائز منها:
- جائزة الروح المستقلة لأفضل مخرج.

ترشح لـ:
- جائزة الأوسكار لأفضل مخرج، عن عمل: مغادرة لاس فيغاس
- جائزة الأوسكار لأفضل كتابة "سيناريو مقتبس"، عن عمل: مغادرة لاس فيغاس.

## وصلات خارجية
- مايك فيغيز على موقع IMDb (الإنجليزية)
- مايك فيغيز على موقع مونزينجر (الألمانية)
- مايك فيغيز على موقع ألو سيني (الفرنسية)
- مايك فيغيز على موقع ميوزك برينز (الإنجليزية)
- مايك فيغيز على موقع تيرنر كلاسيك موفيز (الإنجليزية)
- مايك فيغيز على موقع أول موفي (الإنجليزية)
- مايك فيغيز على موقع قاعدة بيانات الأفلام السويدية (السويدية)
- مايك فيغيز على موقع إن إن دي بي (الإنجليزية)
- مايك فيغيز على موقع ديسكوغز (الإنجليزية)
- مايك فيغيز على موقع قاعدة بيانات الفيلم (الإنجليزية)